# ロバート・ニーリー・ベラー
ロバート・ニーリー・ベラー（英: Robert Neelly Bellah、1927年2月23日 - 2013年7月30日）はアメリカ合衆国の宗教社会学者。

## 経歴
1927年、オクラホマ州生まれ。ハーヴァード大学を卒業した。母校であるハーヴァード大学教授やカリフォルニア大学バークレー校の社会学教授をつとめた。晩年は、宗教進化論の完成に取り組んでいた。

## 研究内容・業績
- 研究者としては、マックス・ウェーバーの流れをくむ師タルコット・パーソンズの「近代化論」の影響を強く受ける。
- 市民宗教（英語版）に関する学説は、宗教学や社会学のみならず、関連する人文・社会系諸学において、また政治的にも多くの議論を巻き起こしたことで知られる。
- 『心の習慣――アメリカ個人主義のゆくえ』は、個人主義を中心とするアメリカの文化的伝統はいかに継承され、いかに失われたかについてインタビューの手法を用いて分析した名著として知られる。
- 『社会変革と宗教倫理』では、原始宗教—古代宗教—歴史宗教—歴史宗教—現代宗教の5つのプロセスからなる「宗教進化論」を唱えた。
- 日本に関係するものとしては、『徳川時代の宗教』がある。西洋以外の国のなかで何故日本だけが近代化に成功したかについて、江戸時代の文化的伝統に着目して論究している。

## 著書

### 単著
- Apache Kinship Systems: the Harvard Phi Beta Kappa Prize Essay for 1950, (Harvard University Press, 1952).
- Tokugawa Religion: the Values of Pre-industrial Japan, (Falcon, 1957).

堀一郎・池田昭訳『日本近代化と宗教倫理――日本近世宗教論』（未來社, 1962年）
池田昭訳『徳川時代の宗教』（岩波書店［岩波文庫］, 1996年）
- Beyond Belief: Essays on Religion in a Post-traditional World, (Harper & Row, 1970).
- The Broken Covenant: American Civil Religion in Time of Trial, (Seabury Press, 1975, 2nd ed., 1992).

松本滋・中川徹子訳『破られた契約――アメリカ宗教思想の伝統と試練』（未來社, 1983年／新装版, 1998年）
- Imagining Japan: the Japanese Tradition and its Modern Interpretation, (University of California Press, 2003).
- Religion in Human Evolution:From the Paleolithic to the Axial Age,(The Belknap Press of Harvard University Press,2011).

### 共著
- （アルフレッド・ブルーム、二葉憲香）『親鸞をめぐるもうひとつの文化論』（西本願寺出版部, 1977年／本願寺出版社, 1997年）
- Varieties of Civil Religion, with Phillip E. Hammond, (Harper & Row, 1980).
- Habits of the Heart: Individualism and Commitment in American Life, with Richard Madsen, William M. Sullivan, Ann Swidler, and Steven M. Tipton, (University of California Press, 1985, updated ed., 1996).

島薗進・中村圭志訳『心の習慣――アメリカ個人主義のゆくえ』（みすず書房, 1991年）
- The Good Society, with Richard Madsen, William M. Sullivan, Ann Swidler, and Steven M. Tipton, (Knopf, 1991).

中村圭志訳『善い社会――道徳的エコロジーの制度論』（みすず書房, 2000年）

### 編著
- Religion and Progress in Modern Asia, (Free Press, 1965).

佐々木宏幹訳『アジアの近代化と宗教』（金花舎, 1975年）

### 共編著
- Religion in America, co-edited with William G. McLoughlin, (Houghton Mifflin, 1968).
- The New Religious Consciousness, co-edited with Charles Y. Glock, (University of California Press, 1976).
- Individualism & Commitment in American Life: Readings on the Themes of Habits of the Heart, co-edited with Richard Madsen, William M. Sullivan, Ann Swidler, and Steven M. Tipton, (Perennial Library, 1987).
- Uncivil Religion: Interreligious Hostility in America, co-edited with Frederick E. Greenspahn, (Crossroad, 1987).
- The Robert Bellah Reader, co-edited with Steven M. Tipton, (Duke University Press, 2006).
- （島薗進、奥村隆）『宗教とグローバル市民社会――ロバート・ベラーとの対話』（岩波書店, 2014年）